# Parisot (Tarn)
Parisot (okzitanisch Parisòt) ist eine französische Gemeinde mit 1.009 Einwohnern (Stand 1. Januar 2022) im Département Tarn in der Region Okzitanien. Parisot gehört zum Arrondissement Albi und zum Kanton Les Deux Rives. Die Einwohner werden Parisotains und Parisotaines genannt.

## Geographie
Parisot liegt in der Région naturelle Gaillacois, etwa 40 Kilometer nordöstlich von Toulouse und etwa 29 Kilometer südwestlich von Albi. Das Gebiet der Gemeinde wird vom Rieu Vergnet, dem Bach Les Rodes, dem Bach Avignon, dem Bach La Pimpe, dem Bach Parisot und verschiedenen anderen kleinen Wasserläufen entwässert.
Umgeben wird Parisot von den Nachbargemeinden Montans im Norden, Peyrole im Osten und Nordosten, Puybegon im Osten und Südosten, Saint-Gauzens im Süden, Giroussens im Westen und Südwesten, Coufouleux im Westen sowie Loupiac im Nordwesten.

## Bevölkerungsentwicklung
| 1962                       | 1968 | 1975 | 1982 | 1990 | 1999 | 2006 | 2013 | 2020 |
| -------------------------- | ---- | ---- | ---- | ---- | ---- | ---- | ---- | ---- |
| 590                        | 537  | 502  | 522  | 508  | 562  | 706  | 949  | 963  |
| Quellen: Cassini und INSEE |      |      |      |      |      |      |      |      |

## Sehenswürdigkeiten

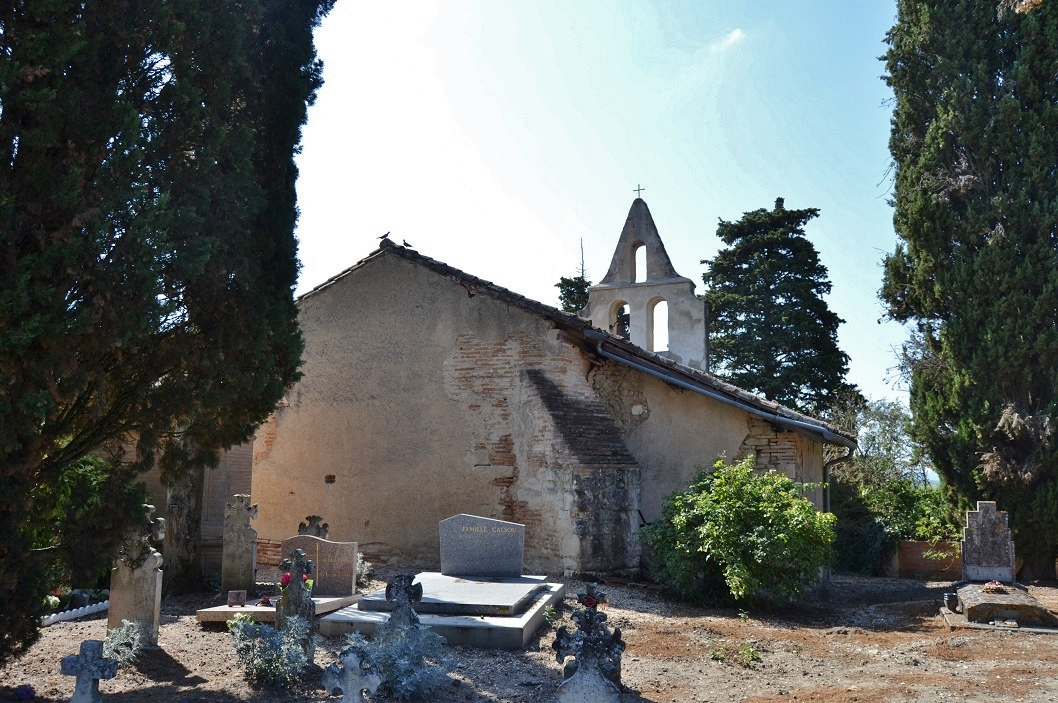
Kapelle Sainte-Sigolène
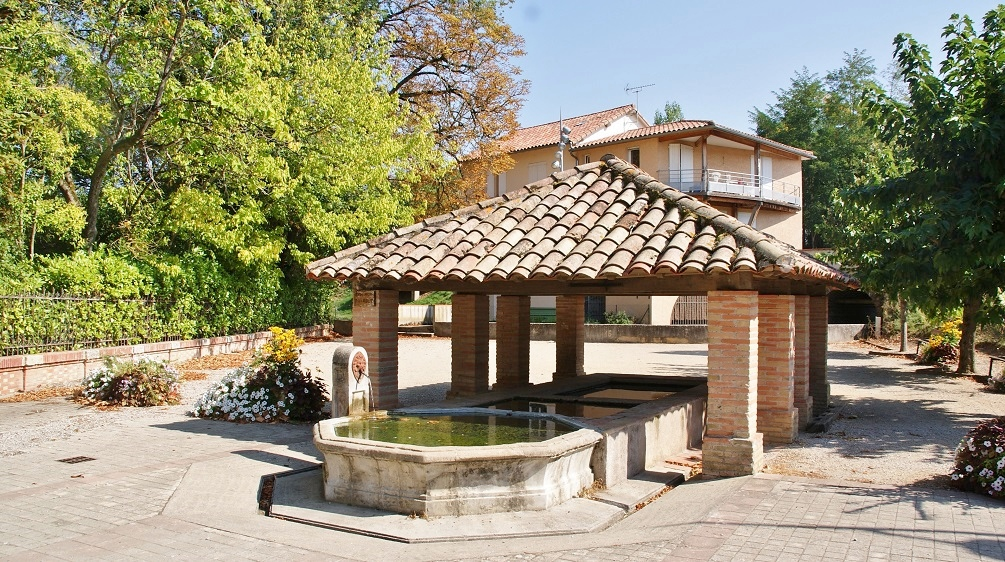
Waschhaus

- Kapelle Sainte-Sigolène
- Waschhaus